# Arthur Géa
Arthur Géa (ur. 2 stycznia 2005 w Carpentras) – francuski tenisista, finalista juniorskiego Wimbledonu w grze podwójnej chłopców.

## Kariera tenisowa
W 2021 zadebiutował w cyklu ITF Men’s Circuit, a w 2023 w turnieju głównym ATP Challenger Tour.
Startując w rozgrywkach juniorów, Arthur Géa w 2023 roku osiągnął finał Wimbledonu w grze podwójnej chłopców, grając w parze z Branko Đuriciem. W finale pokonali Czecha Jakuba Filipa i Włocha Gabriele Vulpittę.
W rankingu gry pojedynczej najwyżej był na 834. miejscu (26 czerwca 2023), a w zestawieniu gry podwójnej na 1660. pozycji (17 lipca 2023).

### Finały juniorskich turniejów wielkoszlemowych

#### Gra podwójna (0–1)
| Końcowy wynik | Nr | Data          | Turniej           | Nawierzchnia | Partner      | Przeciwnicy                   | Wynik finału |
| ------------- | -- | ------------- | ----------------- | ------------ | ------------ | ----------------------------- | ------------ |
| Finalista     | 1. | 16 lipca 2023 | Wimbledon, Londyn | Trawiasta    | Branko Đurić | Jakub Filip Gabriele Vulpitta | 3:6, 3:6     |